# العلاقات المجرية النيوزيلندية
العلاقات المجرية النيوزيلندية هي العلاقات الثنائية التي تجمع بين المجر ونيوزيلندا.

## مقارنة بين البلدين
هذه مقارنة عامة ومرجعية للدولتين:
| وجه المقارنة                                              | المجر                                                       | نيوزيلندا                                              |
| --------------------------------------------------------- | ----------------------------------------------------------- | ------------------------------------------------------ |
| المساحة (كم2)                                             | 93.04 ألف                                                   | 268.02 ألف                                             |
| عدد السكان (نسمة)                                         | 9.78 مليون                                                  | 4.24 مليون                                             |
| الكثافة السكانية (ن./كم²)                                 | 105.12                                                      | 15.82                                                  |
| العاصمة                                                   | بودابست                                                     | ويلينغتون، أوكلاند                                     |
| اللغة الرسمية                                             | لغة مجرية                                                   | لغة إنجليزية، اللغة الماورية، لغة الإشارة النيوزيلندية |
| العملة                                                    | فورنت مجري                                                  | دولار نيوزيلندي، الجنيه النيوزيلندي                    |
| الناتج المحلي الإجمالي (بليون دولار)                      | 139.14 مليار                                                | 205.85 مليار                                           |
| الناتج المحلي الإجمالي (تعادل القوة الشرائية) بليون دولار | 260.42 مليار                                                |                                                        |
| الناتج المحلي الإجمالي الاسمي للفرد دولار أمريكي          | 12.36 ألف                                                   |                                                        |
| الناتج المحلي الإجمالي للفرد دولار أمريكي                 | 25.07 ألف                                                   |                                                        |
| مؤشر التنمية البشرية                                      | 0.828                                                       | 0.914                                                  |
| رمز المكالمات الدولي                                      | +36                                                         | +64                                                    |
| رمز الإنترنت                                              | .hu                                                         | .nz                                                    |
| المنطقة الزمنية                                           | ت ع م+01:00، ت ع م+02:00، أوروبا/بودابست ‏، توقيت وسط أوروبا | ت ع م+13:00، ت ع م+12:00                               |

## منظمات دولية مشتركة
يشترك البلدان في عضوية مجموعة من المنظمات الدولية، منها:
| علم المنظمة | اسم المنظمة                               | تاريخ انضمام المجر | تاريخ انضمام نيوزيلندا |
| ----------- | ----------------------------------------- | ------------------ | ---------------------- |
|             | وكالة ضمان الاستثمار متعدد الأطراف        | 21 أبريل 1988      | 22 أبريل 2008          |
|             | منظمة التعاون الاقتصادي والتنمية          | 7 مايو 1996        | ?                      |
|             | الأمم المتحدة                             | 14 ديسمبر 1955     | 24 أكتوبر 1945         |
|             | الوكالة الدولية للطاقة                    | ?                  | ?                      |
|             | الفريق المعني برصد الأرض                  | ?                  | ?                      |
|             | منظمة حظر الأسلحة الكيميائية              | ?                  | ?                      |
|             | منظمة التجارة العالمية                    | 1995               | ?                      |
|             | منظمة الشرطة الجنائية الدولية             | ?                  | ?                      |
|             | مؤسسة التنمية الدولية                     | 29 أبريل 1985      | 1 أكتوبر 1974          |
|             | نظام تحكم تكنولوجيا القذائف               | 1993               | 1991                   |
|             | يونسكو                                    | 14 سبتمبر 1948     | 4 نوفمبر 1946          |
|             | الاتحاد البريدي العالمي                   | ?                  | ?                      |
|             | البنك الدولي للإنشاء والتعمير             | 7 يوليو 1982       | 31 أغسطس 1961          |
|             | الاتحاد الدولي للاتصالات                  | 1866               | 3 يونيو 1878           |
|             | مؤسسة التمويل الدولية                     | 29 أبريل 1985      | 31 أغسطس 1961          |
|             | المركز الدولي لتسوية المنازعات الاستشارية | 6 مارس 1987        | 2 مايو 1980            |
|             | مجموعة أستراليا                           | 1993               | 1985                   |
|             | مجموعة الموردين النوويين                  | ?                  | ?                      |

## وصلات خارجية
- موقع وزارة الخارجية المجرية
- موقع وزارة الخارجية النيوزيلندية